# 샤드 (데이터베이스 아키텍처)
데이터베이스 샤드(database shard)는 데이터베이스나 웹 검색 엔진의 데이터의 수평 분할이다. 개개의 파티션은 샤드(shard) 또는 데이터베이스 샤드(database shard)로 부른다. 각 샤드는 개개의 데이터베이스 서버 인스턴스에서 부하 분산을 위해 보유하고 있다.
데이터베이스 내의 일부 데이터는 모든 샤드에 존재하지만 일부는 하나의 샤드에만 존재한다. 각 샤드(또는 서버)는 이 데이터 부분을 위해 "하나"의 소스로서 동작한다.

## 저명한 구현체
- 아파치 HBase: 자동 샤딩을 제공한다.[2]
- Azure SQL Database Elastic Database tools[3]
- 카우치베이스 서버: 자동 투명 샤딩, 최고 성능 제공.
- CUBRID: 버전 9.0부터 샤딩 지원
- 일래스틱서치[4]
- eXtreme Scale[5]
- 하이버네이트 샤드[6][7]
- IBM 인포믹스[8][9]
- Kdb+: 버전 2.0부터 샤딩 지원
- MonetDB[10]
- 몽고DB: 버전 1.6부터 샤딩 지원
- MySQL 클러스터[11]
- MySQL 패브릭 (MySQL 유틸리티의 일부)[12]
- 오라클 데이터베이스 샤딩[13]
- 오라클 NoSQL 데이터베이스
- OrientDB: 버전 1.7부터 샤딩 지원
- Solr 엔터프라이즈 서치 서버[14]
- Google Cloud Spanner[15]
- SQLAlchemy ORM[16]
- The DWH of Teradata

## 내용주
1. ↑  Typically 'supporting' data such as en:dimension tables